# Barrême (tổng)
Tổng Barrême là một tổng ở tỉnh Alpes-de-Haute-Provence trong vùng Provence-Alpes-Côte d'Azur.
Tổng này được tổ chức xung quanh Barrême ở quận Digne-les-Bains. Độ cao từ 628 m (Chaudon-Norante) đến 2 285 m (Tartonne) với độ cao trung bình là 818 m.

## Hành chính
| Giai đoạn | Ủy viên            | Đảng | Tư cách |
| --------- | ------------------ | ---- | ------- |
| 1992-2010 | Jean Marie Gibelin |      |         |

## Các đơn vị hành chính
Tổng Barrême gồm 8 xã với dân số 1 119 người (điều tra năm 1999, dân số không tính trùng)
| Xã              | Dân số | Mã bưu chính | Mã insee |
| --------------- | ------ | ------------ | -------- |
| Barrême         | 433    | 04330        | 04022    |
| Blieux          | 59     | 04330        | 04030    |
| Chaudon-Norante | 129    | 04330        | 04055    |
| Clumanc         | 154    | 04330        | 04059    |
| Saint-Jacques   | 36     | 04330        | 04180    |
| Saint-Lions     | 32     | 04330        | 04187    |
| Senez           | 145    | 04330        | 04204    |
| Tartonne        | 131    | 04330        | 04214    |

## Thông tin nhân khẩu
| 1962                                                     | 1968  | 1975 | 1982  | 1990  | 1999  |
| -------------------------------------------------------- | ----- | ---- | ----- | ----- | ----- |
| 1 091                                                    | 1 183 | 979  | 1 004 | 1 110 | 1 119 |
| Nombre retenu à partir de 1962 : dân số không tính trùng |       |      |       |       |       |